# Podklanec (Sodražica, Slovenija)
Podklanec je naselje u slovenskoj Općini Sodražici. Podklanec se nalazi u pokrajini Dolenjskoj i statističkoj regiji Jugoistočnoj Sloveniji. 

## Stanovništvo
Prema popisu stanovništva iz 2002. godine naselje je imalo 100 stanovnika.